# Bussero
Bussero – miejscowość i gmina we Włoszech, w regionie Lombardia, w prowincji Mediolan.
Według danych na rok 2004 gminę zamieszkiwało 8491 osób, 2122,8 os./km².